# 廣光俊昭
廣光 俊昭（ひろみつ としあき、1969年3月11日 - ）は、日本の財務官僚、経済学者。

## 概要
愛知県名古屋市生まれ。東京大学教養学部を卒業後、1992年4月、大蔵省（現、財務省）入省（国際金融局国際機構課）。1994年、オックスフォード大学へ留学（M.Phil.（経済学）、1996年）。2021年、一橋大学大学院経済学研究科博士後期課程修了、博士（経済学）（一橋大学、2021年）。審査委員長後藤玲子。
世界銀行審議役、富山県知事政策局長、内閣官房副長官秘書官（野田内閣、安倍内閣）、復興庁参事官、主計企画官（財政分析担当）、主計官（年金・福祉・労働予算担当）、大臣官房総合政策課長などを経て、在アメリカ合衆国日本国大使館公使。
経済学者としての専門は、マクロ経済学、行動経済学、政治哲学。『哲学と経済学から解く世代間問題 経済実験に基づく考察』（2022年、日本評論社）により、第66回（2023年度）日経・経済図書文化賞を受賞。

## 略歴
- 1987年3月 愛知県立一宮高等学校卒業
- 1992年3月 東京大学教養学部卒業
- 1992月4月 大蔵省（現財務省）入省（国際金融局国際機構課）[1]
- 1994年6月 オックスフォード大学留学（M.Phil.（経済学）、1996年）
- 2010年7月 大臣官房総合政策課企画室長
- 2011年7月 主税局総務課主税企画官兼主税局調査課
- 2011年9月 内閣官房内閣総務官室総理大臣官邸事務所（内閣官房副長官秘書官）
- 2013年9月 復興庁統括官付参事官
- 2015年7月 主計局主計企画官（財政分析担当）
- 2016年6月 主計局主計官（年金・福祉・労働予算担当）
- 2017年7月 理財局計画官（厚生労働・文部科学、地方公共団体担当）
- 2018年7月 理財局国庫課長
- 2019年7月 大臣官房政策金融課長
- 2020年7月 大臣官房総合政策課長
- 2021年3月 一橋大学大学院経済学研究科博士後期課程修了、博士（経済学）
- 2021年5月 在アメリカ合衆国日本国大使館公使

## 著書
- Resolving Intergenerational Conflicts: An Approach from Philosophy, Economics, and Experiments、2024年、Springer.
- 『哲学と経済学から解く世代間問題 経済実験に基づく考察』、2022年、日本評論社、（第66回 日経・経済図書文化賞受賞）
- 『フューチャー・デザインと哲学 世代を超えた対話』、2021年、勁草書房 (共著）.
- 『図説 日本の財政 令和3年度版』、2021年、財経詳報社（編著）.
- 『図説 日本の財政 令和2年度版』、2020年、財経詳報社（編著）.
- Future Design Incorporating Preferences of Future Generations for Sustainability、2020年、Springer （共著）[2].